# Irawadidelfin
Der Irawadidelfin (Orcaella brevirostris) ist ein hauptsächlich in asiatischen Küstenregionen lebender Delfin aus der Ordnung der Wale, über dessen Zuordnung lange Zeit Uneinigkeit herrschte. Mancherorts wird er auch „Flussschwein“ genannt.

## Merkmale
Ausgewachsene Irawadidelfine erreichen etwa 2,30 Meter Körperlänge, sehr große Exemplare werden bis zu 2,75 Meter lang. Das Gewicht kann 150 Kilogramm erreichen. Der ohne die delfintypische Schnauze rundliche Kopf ähnelt der Kopfform des Weißwals. Der Hals ist beweglich. Bei überwiegend grauer Körperfarbe kommen verschiedene Varianten von blassem Weißlichgrau bis dunklem Schiefergrau vor.

## Verbreitung
Obwohl er nach dem Fluss Irawadi benannt ist, handelt es sich um keinen echten Flussdelfin.
Die meisten Populationen leben nahe den Küsten in Buchten (beispielsweise im Chilika-See in Indien) und Flussdeltas, wobei sie gelegentlich flussaufwärts schwimmen, andere jedoch halten sich dauerhaft in Flüssen wie beispielsweise im Mekong auf. Während erstere ihren Lebensraum an den Küsten Bangladeschs, Myanmars, Thailands, Kambodschas, Vietnams, Malaysias, Indonesiens, Palawans, Neuguineas und Nordaustraliens haben, erreicht die Population im Mekong, ausgehend von Kambodscha, sogar den laotischen Flussabschnitt.

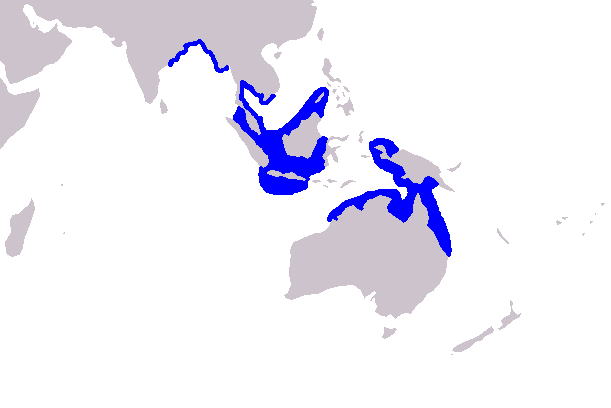
Verbreitungsgebiete (blau) des Irawadidelfins, Quelle s. :

## Lebensweise

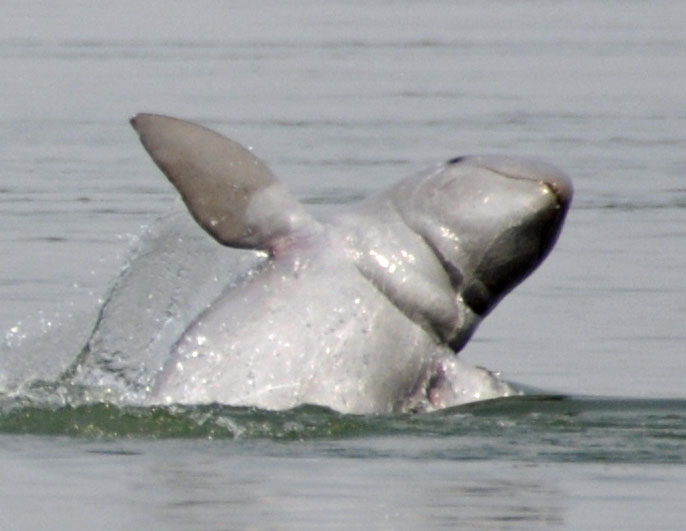
Springender Irawadidelfin

Irawadidelfine haben keine langen Tauchzeiten, etwa jede Minute kommen sie, nur ihren Kopf und Rücken zeigend, an die Oberfläche, um Luft zu holen. Ihre Nahrung besteht aus Krebstieren, die aus dem Bodenschlamm gewühlt werden. Daneben werden auch Fische und Kopffüßer gefressen. Wie andere Delfine leben sie in Schulen, die aus bis zu sechs Tieren bestehen, vereinzelt wurden maximal 15 Exemplare beobachtet. Gelegentlich werden, vor allem in den Flussläufen, einzelne Tiere gesehen.

## Gefährdung
Über die Populationszahlen ist wenig bekannt. Im Mekong lebten laut einer Zählung des WWF aus dem Jahr 2011 nur noch 85 Exemplare. Zahlen aus dem Jahr 2016 sprechen von 80 Exemplaren und der Möglichkeit einer Erholung der Population. Im Jahr 2025 stieg die Größe der Population im Mekong auf 111 Exemplare. Dennoch wird Art von der IUCN auf der Roten Liste als stark gefährdet („endangered“) gelistet, und der Bestandstrend als rückläufig eingeschätzt. Zusätzlich ist die globale Population stark in kleinere Subpopulationen zersplittert, was die Art noch anfälliger für das Aussterben macht.
In den meisten Ländern seines Verbreitungsgebiets steht der Irawadidelfin unter Schutz. Allerdings verfängt er sich häufig in Fischernetzen, wodurch er erstickt. In manchen Gegenden, wie im Mekong-Delta, wurde er hierdurch fast ausgerottet. Auch die geographisch isolierte Population im Malampaya Sound auf Palawan wird von der IUCN als gefährdet („vulnerable“) eingestuft. Sedimentation, starker Schiffsverkehr sowie umweltschädliche Fangmethoden sind entscheidende Gründe des stetigen Abnehmens der Population.
Außerdem besteht ein Zusammenhang zwischen der Umweltverschmutzung des Lebensraums der Tiere und ihrer Gefährdung. Unter anderem setzen die Giftstoffe DDT und PCB den Jungtieren zu, die diese über die Muttermilch aufnehmen.

### Schutzgebiet im Mekong
Im August 2012 beschloss die Regierung Kambodschas, den Irawadidelfinen des Mekongs ein 180 km langes Schutzgebiet zu widmen. Es erstreckt sich von der Provinz Kratie in Ostkambodscha bis zur Grenze zu Laos. Zwar darf auf diesem Flussabschnitt weiterhin gefischt werden, doch ist die Nutzung von Floßhäusern, Netzkörben und Fischernetzen verboten. 2014 wiederum wurden Pläne von Laos bekannt, im Lebensraum der Mekong-Delfine einen weiteren Staudamm zu errichten, wodurch die Art weiter gefährdet würde.

## Taxonomie
Wegen auffälliger Ähnlichkeiten zum Weißwal wurde der Irawadidelfin gelegentlich den (eigentlich) arktischen Gründelwalen zugeordnet. Auf Grund seiner Einmaligkeit wurde andererseits eine eigene Familie, die Oracellidae, postuliert. Zurzeit sind sich Zoologen praktisch einig, ihn taxonomisch als echten Delfin einzuordnen.
Welchem Verwandtschaftskreis er innerhalb der Delfine zuzuordnen ist, bleibt weitestgehend umstritten. Seines fehlenden Schnabels wegen könnte er ein naher Verwandter der Grindwale sein, genetische Untersuchungen sehen in ihm hingegen einen nahen Verwandten des Schwertwales.